# Bellasi
Bellasi var en italiensk formelbiltillverkare med bland annat ett formel 1-stall som tävlade i slutet av 1960-talet och början av 1970-talet. Bellasi är numera en kolfiberleverantör.

## Historik
Vittorio Bellasi och hans Schweizfödde son Guglielmo Bellasi designade och tillverkade formel 3-bilar i slutet av 1960-talet. Deras första bil var en Bellasi F3 som Scuderia Inter Corse tävlade med 1966 med Guglielmo Bellasi som förare. Bellasi kom trea i ett lopp på Circuito del Lago di Garda en månad efter debuten. Bellasi F3 kördes även 1967, 1968, då Scuderia Jolly Club tävlade med fyra bilar, samt 1969.
Säsongen 1969 gav den schweiziske racerföraren Silvio Moser Bellasi i uppdrag att designa en formel 1-bil åt honom. Medan arbetet pågick tävlade Moser för Bellasi i en Brabham-Ford. Den nya bilen Bellasi F1 blev klar säsongen 1970 till loppet i Nederländerna men Moser lyckades bara kvalificera till loppet i Österrike, vilket han tvingades bryta. Stallet deltog dock inte i Storbritannien eftersom man då saknade pengar till startavgiften. Den följande säsongen deltog Bellasi i ett lopp utanför mästerskapet i Argentina samt loppet i Italien 1971, vilket man dock bröt efter fem varv.

## F1-säsonger
| Säsong | Tävlingsnamn             | Bil          | Motor                    | Däck | Poäng | VM-plac. | Förare       |
| ------ | ------------------------ | ------------ | ------------------------ | ---- | ----- | -------- | ------------ |
| 1969   | Silvio Moser Racing Team | Brabham BT24 | Ford Cosworth DFV 3.0 V8 | -    | 0     | (2:a)    | Silvio Moser |
| 1970   | Silvio Moser Racing Team | Bellasi F1   | Ford Cosworth DFV 3.0 V8 | G    | 0     | -        | Silvio Moser |
| 1971   | Jolly Club Switzerland   | Bellasi F1   | Ford Cosworth DFV 3.0 V8 | -    | 0     | -        | Silvio Moser |